# Die Weltbühne
Die Weltbühne (littéralement en allemand : La Scène mondiale) est un magazine hebdomadaire allemand consacré à l'art, à la littérature, à la politique et à l'économie, paru de 1905 à 1933.

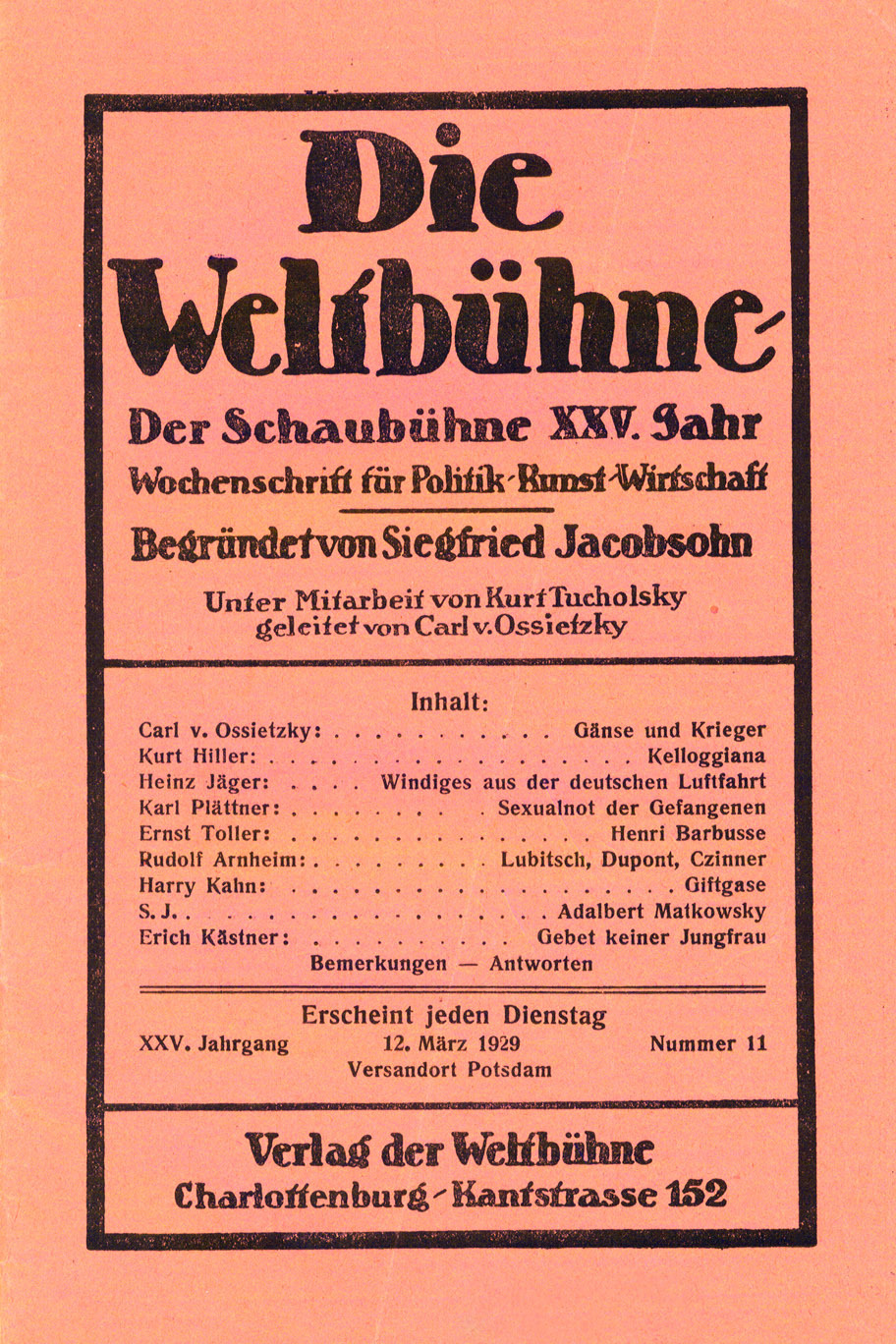
Couverture de la Weltbühne du 12 mars 1929.

Fondé par Siegfried Jacobsohn sous le nom Die Schaubühne (La Scène), il est publié pour la première fois le 7 septembre 1905 et se consacre à la vie théâtrale. À partir de l'année 1913, le magazine traite également de sujets ayant trait à la politique et à l'économie. Il change de nom pour Die Weltbühne le 4 avril 1918. À la mort de Siegfried Jacobsohn en 1926, la publication est dirigée par Kurt Tucholsky, puis à partir de 1927 par Carl von Ossietzky.
Paraissant sous forme de petits cahiers de couleur rouge, l'hebdomadaire s'affirme pendant la République de Weimar comme un espace d'expression de démocrates de la gauche allemande de l'époque. De 1905 à 1933, 2 500 auteurs apportent leur contribution : outre Siegfried Jacobsohn, Kurt Tucholsky et Carl von Ossietzky, on y compte de nombreuses personnalités du monde journalistique, intellectuel et artistique : Lion Feuchtwanger, Moritz Heimann (de), Kurt Hiller, Erich Mühsam, Else Lasker-Schüler, Erich Kästner, Alfred Polgar, Carl Zuckmayer, Arnold Zweig, Rudolf Arnheim, Julius Bab, Erich Dombrowski (de), Axel Eggebrecht, Hellmut von Gerlach, Richard Lewinsohn, Fritz Sternberg, Heinrich Ströbel.
Peu après l'incendie du Reichstag dans la nuit du 27 au 28 février 1933, nuit lors de laquelle le directeur Carl von Ossietzky et d'autres de ses collègues sont arrêtés, le magazine fait l'objet en mars 1933 d'une interdiction de publication par le pouvoir national-socialiste. Après une dernière publication le 7 mars 1933, Die Weltbühne est contraint à l'exil.

## Histoire

### 1905 - 1913
Jusqu'en 1913, le magazine est consacré à la vie théâtrale. Siegfried Jacobsohn écrit à ce sujet dans l'introduction du premier cahier de la Schaubühne que : « l'esprit d'un peuple et d'une époque précise trouve plus son expression sur la scène du théâtre que dans le reste de la littérature ».

### 1913 - 1918
L'écrivain Kurt Tucholsky, alors étudiant en droit, apparaît en 1913 dans le magazine sous trois pseudonymes : Ignaz Wrobel, Theobald Tiger et Peter Panter. L'influence de Tucholsky, devenu un étroit collaborateur de Siegfried Jacobsohn, se fait vite sentir dans la ligne éditoriale : en mars 1913 sont publiées les premières Réponses, une rubrique dans laquelle on répond à des lettres de lecteurs, réelles ou imaginées ; en septembre 1913, Siegfried Jacobsohn ouvre la publication à des thèmes politiques et économiques.
Pendant la Première Guerre mondiale, Siegfried Jacobsohn réussit à maintenir la parution du magazine malgré les restrictions. Dès août 1914, chaque cahier débute par un éditorial politique où s'exprime un point de vue « patriote ». En novembre 1915, le journaliste Robert Breuer (de) entame une série d'articles où il critique la politique du gouvernement du Reich et la situation politique du Reich allemand, et qui culmine le 23 décembre avec un article intitulé « La crise du capitalisme » qui vaudra au magazine une interdiction de publication que Siegfried Jacobsohn évitera de justesse en acceptant une censure préalable de la publication. Le magazine publiera aussi des demandes d'illustrations pour les obligations de guerre. Les choix éditoriaux de cette époque seront l'objet de critiques de la part de Franz Pfemfert et de Karl Kraus.
Le 4 avril 1918, Die Schaubühne devient Die Weltbühne, « magazine de politique, d'art, d'économie » (Zeitschrift für Politik, Kunst, Wirtschaft).

### 1918 - 1926
Les positions politiques de Siegfried Jacobsohn se rapprochent alors de celles de l'USPD. Durant la révolution de Novembre, le magazine n'adopte pas de ligne conforme à un parti politique précis. De mars 1919 à octobre 1920, les éditoriaux sont signés par le social-démocrate Heinrich Ströbel.
Le 13 mars 1919, Kurt Tucholsky y publie le texte : « Wir Negativen » (qui peut se traduire par Nous disons non) pour se défendre du reproche de ne pas voir des aspects positifs à la jeune république de Weimar et y déclare :
« Nous ne pouvons pas dire oui à un peuple qui aujourd'hui encore est dans une telle disposition, que si par hasard l'issue de la guerre avait été favorable, il aurait pu commettre le pire. Nous ne pouvons pas dire oui à un pays qui est accaparé par des organisations et où le groupe écrase l'individu. »
Dans les années qui suivent, le magazine adopte un ton résolument pacifiste et antimilitariste, et s'engage en faveur d'une réconciliation entre les anciens belligérants. Le magazine dénonce notamment dès août 1925 les nombreux meurtres politiques commis à l'époque, les Fememorde.
L'action de Carl von Ossietzky, rédacteur et éditorialiste depuis avril 1926, oriente le magazine de façon déterminante dans ses choix éditoriaux. À la mort de Siegfried Jacobsohn le 3 décembre 1926, est posée la question de la survie du magazine qui est alors publié à 12 500 exemplaires.

### 1927 - 1933

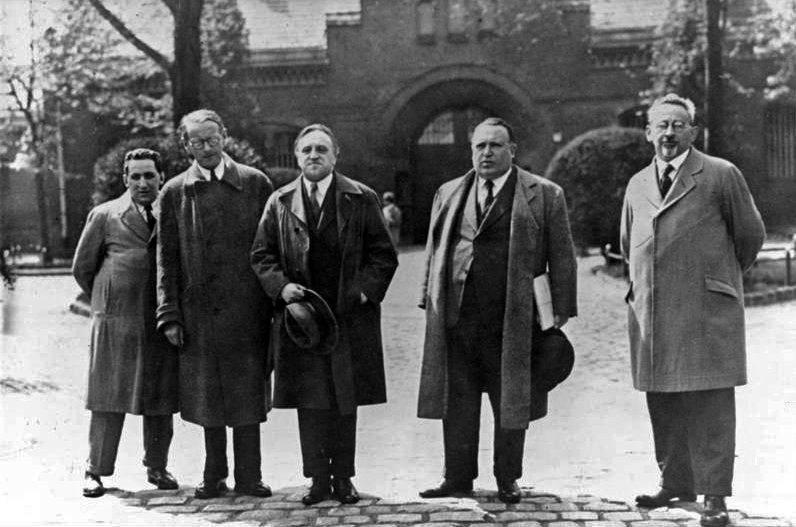
Carl von Ossietzky et ses avocats devant la prison de Tegel en 1932. De gauche à droite: Kurt Grossmann, Rudolf Olden, Carl von Ossietzky,, Kurt Rosenfeld

À la mort de Siegfried Jacobsohn, Kurt Tucholsky abandonne son poste de correspondant à Paris, revient à Berlin et prend pour un temps la direction de la publication avant que Carl von Ossietzky en devienne responsable en 1927 « en collaboration avec Kurt Tucholsky ». Des dissensions subsistent entre eux, mais les deux journalistes se rapprocheront lors des dernières années du magazine.
Au début des années 1930, la publication atteint un tirage de 15 000 exemplaires. Die Weltbühne a alors une répercussion significative chez ses lecteurs de nombreuses villes allemandes et jusqu'en Amérique du Sud. Au-delà de son lectorat, le magazine est connu pour ses démêlés judiciaires avec le ministère de la Défense du Reich en raison de son travail d'investigation antimilitariste, et notamment pour le Procès de la Weltbühne à la suite duquel Carl von Ossietzky et le journaliste Walter Kreiser sont condamnés à 18 mois de détention.
Même si le magazine continue à traiter de la vie culturelle et artistique, il mène de plus en plus un combat contre ce que Kurt Tucholsky appelle « le voyage vers le troisième Reich ». En 1932, Kurt Tucholsky ne contribue plus qu'épisodiquement. Hellmut von Gerlach prend la direction de la publication en mai 1932 en raison de la détention de Carl von Ossietzky, qui est libéré en décembre 1932 malgré une nouvelle inculpation à la suite du texte de Kurt Tucholsky publié sous le titre : « Les soldats sont des assassins ».
Après l'incendie du Reichstag et l'arrestation de Carl von Ossietzky et d'autres journalistes, Hellmut von Gerlach fuit à l'étranger ; Walther Karsch (de), futur cofondateur du quotidien Der Tagesspiegel prend alors la direction de la rédaction. L'édition du 14 mars 1933 est imprimée mais ne peut être distribuée. La dernière publication officielle de Die Weltbühne est le numéro 10 du 7 mars 1933, dont l'exemplaire se conclut par l'affirmation : « Car malgré tout l'esprit finit par s'imposer. ».

## L'exil: 1933 - 1939
Il existait déjà à Vienne une publication affiliée, la Wiener Weltbühne, à laquelle participaient des émigrés berlinois, dirigée par le journaliste William S. Schlamm (de), disciple de Karl Kraus et de Léon Trotski. Cette publication déplaça son siège à Prague en 1933 à la suite des événements en Autriche. D'avril 1933 à août 1939 paraissent 4000 articles sous le titre Die neue Weltbühne (La nouvelle Weltbühne).
Dans les dernières années, des problèmes financiers conduisent la veuve de Siegfried Jacobsohn, Edith Jacobsohn à se séparer de ses droits sur la maison d'édition. En juin 1938, la maison d'édition est transférée à Paris car les exemplaires du magazine sont confisqués en raison d'articles critiques à l'égard de l'Allemagne. Les autorités françaises interdisent la publication qui paraît pour la dernière fois le 31 août 1939.

## Après la guerre
Maud von Ossietzky (de), épouse de Carl von Ossietzky, et Hans Leonhard (de) reprennent le titre et la publication Verlag der Weltbühne (Éditions de la Weltbühne) à Berlin-Est en 1946. Pendant les années d'après-guerre, la publication trouve aussi un écho dans les zones d'occupation occidentales, et est considérée comme un lien avec les cercles intellectuels d'Allemagne de l'ouest.

## Auteurs d'articles dansDie Weltbühne
Le magazine a reçu de nombreuses contributions de journalistes, artistes, et intellectuels allemands de l'époque ; dont :
- Nom (dates de contributions, numéro de l'article)

Pseudonyme journalistique
- Rudolf Arnheim (1925–1933, 174)
- Julius Bab (1905–1926, 339)

Fero (1905–1923, 27)
- Adolf Behne (1922–1932, 72)
- Ernst Bloch (1919–1930, 19)

Karl Knerz (1931, 2)
- Robert Breuer (de) (= Lucien Friedlaender) (1911–1931, 93)

Cunctator (1915, 7)
Germanicus (1916–1918, 117)
- Hermann Budzislawski (de) (1932–1933, 9)

Ulrich Schweitzer (1933, 1)
- Erich Dombrowski (de)

Johannes Fischart (1918–1926, 128)
- Axel Eggebrecht (1925–1933, 48)

Conrad Schulter (1926, 1)
- Arthur Eloesser (1870–1938)
- Lion Feuchtwanger (1908–1931, 94)

J. L. Wetcheek (1926–1927, 2)
- Hellmut von Gerlach (1919–1933, 124)
- Alfons Goldschmidt (de) (1918–1932, 119)

Lorarius (1917–1918, 20)
- Moritz Heimann (de) (1914–1929, 44)
- Kurt Hiller (1915–1933, 167)
- Siegfried Jacobsohn (1905–1926, 1796)

Dr. Balduin (1905–1912, 2)
- Erich Kästner (1926–1933, 87)
- Harry Kahn (de) (1907–1930, 144)
- Klabund (1914–1928, 34)
- Walter Kreiser (1898–1958)

Heinz Jäger (1929, 2)
- Gustav Landauer (1905–1929 (postum), 6)
- Else Lasker-Schüler (1905–1932, 15)
- Rudolf Leonhard (1916–1933, 32)

Olf (1918–1919, 32)
- Richard Lewinsohn (1921–1932, 22)

Morus (1921–1931, 389)
- Walter Mehring (1920–1933, 90)
- Erich Mühsam (1908–1932, 54)
- Carl von Ossietzky (1926–1933, 639)

Celsus (19271933, 31)
Thomas Murner (1932, 9)
Lucius Schierling (1927–1928, 16)
- Alfred Polgar (1905–1933, 742)
- Walther Rode (de) (1927-1934, 14)
- Friedrich Sieburg (1921–1925, 17)
- Hermann Sinsheimer (1905-1914, 53)
- Fritz Sternberg (1931–1932, 3)

K. L. Gerstorff (1930–1933, 57)
Thomas Tarn (1931–1933, 18)
- Heinrich Ströbel (1919–1920, 87)
- Ernst Toller (1920–1932, 50)
- Kurt Tucholsky (1913–1932, 64)

Paulus Bünzly (1915–1922, 2)
Kaspar Hauser (1918–1932, 183)
Theobald Körner (1926, 1)
Peter Panter (1913–1933, 525)
Theobald Tiger (1913–1932, 405)
Ignaz Wrobel (1913–1932, 449)
- Robert Walser (1907–1921, 58)
- Arnold Zweig (1914–1932, 69)